# UTC−10:00
Pour les articles homonymes, voir HST.
UTC-10 (Hawaii Standard Time ou HST) est un fuseau horaire, en retard de 10 heures sur UTC.

## Zones concernées

### Toute l'année
UTC-10 est utilisé toute l'année dans les pays et territoires suivants :
- Îles Cook.

- États-Unis :
  -  Hawaï ;
  - Atoll Johnston.

- France :  Polynésie française :
  - Îles Australes ;
  - Îles de la Société ;
  - Tuamotu.

L'atoll Johnston est un îlot inhabité faisant partie des îles mineures éloignées des États-Unis. UTC-10 y est utilisé par les équipes scientifiques ou militaires qui y résident temporairement.

### Heure d'hiver (hémisphère nord)
Les zones suivantes utilisent UTC-10 pendant l'heure d'hiver (dans l'hémisphère nord) et UTC-9 à l'heure d'été :
- États-Unis :  Alaska (uniquement les îles Aléoutiennes).

### Heure d'hiver (hémisphère sud)
Aucune zone n'utilise UTC-10 pendant l'heure d'hiver (dans l'hémisphère sud) et UTC-9 à l'heure d'été.

### Heure d'été (hémisphère nord)
Aucune zone n'utilise UTC-10 pendant l'heure d'été (dans l'hémisphère nord) et UTC-11 à l'heure d'hiver.

### Heure d'été (hémisphère sud)
Aucune zone n'utilise UTC-10 pendant l'heure d'été (dans l'hémisphère sud) et UTC-11 à l'heure d'hiver.

## Géographie
UTC-10 correspond à une zone dont les longitudes sont comprises entre 142,5° W et 157,5° W et l'heure initialement utilisée correspondait à l'heure solaire moyenne du 150e méridien ouest. S'il est possible de l'utiliser pour les eaux internationales situées entre ces deux longitudes, certaines des terres émergées concernées possèdent une heure légale différente : la partie continentale de l'Alaska utilise UTC-9 et les îles de la Ligne (Kiribati) UTC+14.
En fait, la majorité des terres utilisant UTC-10 sont situées dans des zones qui correspondent potentiellement à d'autres fuseaux horaires : c'est particulièrement le cas pour les îles Aléoutiennes, Hawaï et Tokelau qui sont très proches de la ligne de changement de date. L'heure solaire moyenne locale de l'île Attu, la plus occidentale des Aléoutiennes, est proche d'UTC-12:30 ; celle de l'atoll de Kure, au bout de l'archipel d'Hawaï, avoisine UTC-12:00 ; celle des atolls les plus orientaux des Tuamotu approche UTC-9:00.
Aux États-Unis, le fuseau horaire est appelé Hawaii-Aleutian Standard Time (heure standard d'Hawaï et des Aléoutiennes, abrégé en HST ou HAST).

## Historique
Les îles de la Ligne, dans l'État des Kiribati, utilisaient UTC-10 jusqu'à la fin de l'année 1994 et passèrent directement à UTC+14 en sautant le 31 décembre 1994.
Les Tokelau ont utilisé ce fuseau jusqu'en 2011 et ont sauté le 30 décembre 2011.